# رزورسینول
رزورسینول (به انگلیسی: Resorcinol)

رزورسینول (یا رزورسین) یک ترکیب آلی با فرمول C6H4(OH)2 است.  این یکی از سه بنزندیول ایزومر، 1،3-ایزومر (یا متا ایزومر) است.  رزورسینول از بنزن به صورت سوزن های بی رنگ متبلور می شود که به راحتی در آب، الکل و اتر حل می شود، اما در کلروفرم و دی سولفید کربن نامحلول است.  [6]

رده درمانی: کراتولیتیک، دی هیدروکسی بنزن. 
اشکال دارویی: پماد و محلول

## موارد مصرف در پزشکی
کاربرد اصلی رزورسینول در درمان جوش صورت (آکنه) و سبوره است ولی در درمان، اگزمای مزمن، پسوریازیس وهیدرادنیت عفونی نیز به کار میرود . این دارو در سایر ترکیبات ضدآکنه مانند پماد رزورسینول اس نیز وجود دارد.رزورسینول همچنین به عنوان ضدعفونی‌کننده و گندزدا نیز مصرف می‌شود

## موارد مصرف در شیمی
رزورسینول به عنوان واسطه در ساخت برخی ترکیبات کاربرد دارد.

## مکانیسم اثر
اثر دارو احتمالاً به‌دلیل برداشتن لایه کراتینین پوست می‌باشد.

## عوارض جانبی
تیرگی پوست، تحریک پوست، تیره شدن موهای روشن.